# Ron Orp
Die Ron Orp AG ist eine Dienstleistungsgesellschaft in Zürich mit dem Schwerpunkt elektronische Medien. Sie wurde im Jahr 2007 in das Schweizer Handelsregister eingetragen. Als Haupttätigkeiten werden die Organisation von Veranstaltungen und der Betrieb eines Internetportals angegeben.
Die Gesellschaft gibt den kommerziellen, werbefinanzierten Newsletter Ron Orp's Mail mit Veranstaltungshinweisen heraus, anfangs für Zürich, später auch für andere Städte. Der Newsletter enthält Neuigkeiten über das kulturelle und gastronomische Angebot der Städte, Hinweise zu neuen Trends, Projekten und Partys sowie Musik-, Medien-, Lese- und Fernseh-Tipps. Ein weiterer Bestandteil sind Inserate, die auf der zum Newsletter gehörenden Homepage veröffentlicht wurden.

## Geschichte
Die erste Ausgabe von Ron Orp’s Mail wurde am 29. April 2004 an 100 Abonnenten in Zürich versandt. Ende 2004 hatte der Newsletter 1.000 Abonnenten, Ende 2006 waren es 13.500. Der Inhalt wurde unentgeltlich von drei Autoren verfasst. Im Jahr 2007 erhielten Website und Newsletter ein neues Design. Das Angebot wurde neben Zürich auf Basel, Bern, Luzern, Winterthur und Wien erweitert.
Ende 2008 hatte der Newsletter 41.000 Abonnenten und wurde von über 20 Autoren erstellt. Als weitere Städte kamen New York City, Berlin, München und St. Gallen hinzu; New York und München wurden später wieder eingestellt. In Zürich wurde zusätzlich eine wöchentliche Ausgabe in englischer Sprache begonnen. Nach einem erneuten Redesign hatte der Newsletter Ende 2009 insgesamt 63.000 Abonnenten. Im folgenden Jahr kamen die Städte Genf, Brasília und London hinzu, von denen nur Genf gehalten wurde. Für Zürich entstanden ein digitales Magazin mit dem Titel „Ron Orp's Magazin“ und eine iPhone-App.
Im Dezember 2010 wurde Ron Orp vom Interactive Advertising Bureau der Schweiz zum „Digital Marketer of the Year“ gewählt. 2011 kam als weitere Stadt Lausanne hinzu, 2012 das zweisprachige (deutsch/französisch) Crowdfunding-Portal 100-Days.net. Anfang 2013 wurde die Zahl der Abonnenten des Newsletters mit 160.000 angegeben.